# علم أباد مهندش (دار خوين)
علم أباد مهندش (بالفارسية: علم‌آباد مهندس) هي منطقة سكنية تقع في إيران في قسم دار خوين الريفي. يقدر عدد سكانها بـ 94 نسمة .